# Jeanne d'Arc de Drancy
O Jeanne d'Arc de Drancy é um clube de futebol com sede em Drancy, França. A equipe compete no Championnat de France Amateur.

## História
O clube foi fundado em 1903.